# بازپس‌گیری اندلس
رِکُونکیستا (Reconquista) (به اسپانیایی، پرتغالی و گالیسی به معنی: بازپس‌گیری)، جنبش استرداد یا سقوط آندلس، اصطلاحی تاریخی برای مجموعه‌ای از لشکرکشی‌های طولانی‌مدت پادشاهی‌های مسیحیان اسپانیا و پرتغال در قرون وسطی (از قرن هشتم تا سال ۱۴۹۲) به منظور بازپس‌گیری سرزمین‌های خود از موروهای مسلمانی بود که در اوایل سدهٔ هشتم میلادی بیشتر شبه‌جزیره ایبری را در حمله امویان به اشغال خود درآورده بودند.
هرچند مسیحیان پیشتر در حدود سال ۷۱۸ و در نبرد کووادونگا با موروها درگیر شده بودند اما برای سه سده برتری با مسلمانان بود تا آنکه سرانجام در سدهٔ یازدهم و به‌دنبال فروپاشی اتحاد موروها و بروز احساسات ضد مسلمانی در پادشاهی‌های مسیحی‌نشین شمال اسپانیا، جنبش بازپس‌گیری قلمروهای از دست‌رفته از مسلمانان رسماً آغاز شد. چندین جنگ درگرفت و بیشتر شبه‌جزیره تا سدهٔ سیزدهم به دست مسیحیان افتاد. تنها امیرنشین گرانادا در گرانادا در جنوب اسپانیا بود که هنوز در کنترل موروها قرار داشت و سبب شده بود تا آتش رکونکیستا هنوز شعله‌ور باشد. سرانجام آخرین پایگاه موروها نیز تا پایان سدهٔ پانزدهم توسط مسیحیان فتح شد و رکونکیستا به پایان رسید.
با پیروزی مسیحیان، فرمانروایان اسپانیا بر یکنواختی مذهبی تأکید نموده و بسیاری از موروها و یهودیان را از آن کشور اخراج کردند.

## مفهوم واژه و قدمت
اصطلاح Reconquista، که برای توصیف مبارزه بین مسیحیان و مسلمانان در شبه جزیره ایبری در قرون وسطی به کار می‌رفت، توسط نویسندگان آن دوره استفاده نمی‌شد، بنابراین هیچ گونه توسعه‌ای از آن به عنوان یک مفهوم در قرون وسطی وجود نداشت. از آنجا که ساخت نظری آن در تاریخ‌نگاری قرون وسطی قرن‌ها پس از پایان توالی وقایعی که این اصطلاح به آن اشاره می‌کند، رخ داده‌است، معانی مختلفی پیدا کرده‌است. مفهوم فتح مجدد واقعی در معرض نگرانی‌ها یا تعصبات خاص محققان بوده‌است که گاه از آن به عنوان سلاحی در مناقشات ایدئولوژیک استفاده کرده‌اند. 
یک ایدئولوژی بازپیوندخواهی قابل تشخیص که بعداً به بخشی از مفهوم "Reconquista" تبدیل شد، یک تسخیر مجدد توسط مسیحیان در شبه جزیره ایبری، در نوشته‌ها در پایان قرن نهم ظاهر شد. به عنوان مثال، وقایع نگار مسیحی ناشناس چرونیکا پروفتیکا (۸۸۳–۸۸۴) ادعا می‌کند که یک ارتباط تاریخی بین پادشاهی ویزیگوت فتح شده توسط مسلمانان در سال ۷۱۱ و پادشاهی آستوریاس که در آن سند تهیه شده‌است، وجود دارد و بر شکاف فرهنگی و مذهبی مسیحی و مسلمان تأکید می‌کند. در هیسپانیا، و ضرورت بیرون راندن مسلمانان و بازگرداندن سرزمین‌های فتح شده. در واقع، در نوشته‌های هر دو طرف، نوعی شکاف بر اساس قومیت و فرهنگ بین ساکنان پادشاهی‌های کوچک مسیحی در شمال و نخبگان غالب در جنوب تحت سلطه مسلمانان وجود داشت.

## زمینه

### فرود در اسپانیای ویزیگوت و گسترش اولیه
در سال ۷۱۱، سربازان بربر شمال آفریقا به همراه عده‌ای از اعراب به فرماندهی طارق بن زیاد از تنگه جبل‌الطارق عبور کردند و در نبرد گوادالته (۱۹ تا ۲۶ ژوئیه) با یک نیروی ویزیگوتی به رهبری پادشاه رودریک در نبرد گوادالته (۱۹ تا ۲۶ ژوئیه) درگیر شدند. در سراسر پادشاهی ویزیگوت هیسپانیا. بسیاری از سربازان رودریک، وی را ترک کردند که منجر به شکست شد. رودریک هنگام عبور از رودخانه گوادالکیبیر غرق شد.
پس از شکست رودریک، فرماندار اموی افریقیه موسی بن نصیر به طارق پیوست و لشکرکشی را علیه شهرها و دژهای مختلف در هیسپانیا هدایت کرد. برخی مانند مریدا، کوردووا یا ساراگوسا در سال ۷۱۲، احتمالاً تولدو، تصرف شدند، اما بسیاری با معاهده‌ای در ازای حفظ خودمختاری، در قلمرو تئودمیر (منطقه تودمیر) یا پامپلونا موافقت کردند.  ارتش مهاجم مسلمانان از ۶۰۰۰۰ نفر بیشتر نبود.

## تاریخچه

### فتح شبه‌جزیرهٔ ایبری توسط مسلمانان
مسلمانان در سدهٔ هشتم میلادی به سرعت مناطقی که اسپانیا و پرتغال امروزی را تشکیل می‌دهند، به اشغال خود درآوردند. آنان که بیشتر متشکل از بربرهای شمال آفریقایی بودند که توسط اعراب رهبری می‌شدند در نخستین یورششان در ۷۱۱ توانستند وارد شبه‌جزیره ایبری شوند و تا ۷۱۶ تقریباً بیشتر آن به جز مناطق کوهستانی استوریاس و دره‌های جنوبی کوه‌های پیرنه را در کنترل خود گرفتند. همچنین آنان تا ۷۳۲ توانستند تا عمق خاک امپراتوری فرانک ‌ها در فرانسه امروزی نفوذ کنند اما شارل مارتل توانست آنان را طی نبردی در تور به عقب براند.
در ۷۵۶ عبدالرحمن داخل امارت اموی قرطبه را در کوردوبا پایه نهاد که بعدتر به خلافت کوردوبا تبدیل شد. در این مدت مسیحیان که در شمال شبه‌جزیره در محاصره قرار گرفته بودند شروع به مقاومت در برابر مسلمانان کردند و اهالی آستوریاس و گالیسیا تا سال ۹۰۰ میلادی توانستند تقریباً بیشتر زمین‌های خالی از سکنهٔ درهٔ دوئرو و دشت‌های شمالی را به اشغال خود درآورده و با تقویت مواضعشان، پایتخت جدیدی را در پادشاهی لئون بنیاد نهند. در همین زمان مسلمانان نیز تا کوهپایه‌های پیرنه در درهٔ اِبرو در شرق شبه‌جزیره سکنی گزیده بودند و این در حالی بود که مسیحیان کاتالونیا نتوانسته بودند تا بیشتر از جنوب بارسلونا پیشروی کنند.

### فروپاشی خلافت کوردوبا و آغاز رکونکیستا
خلافت کوردوبا در اوایل سدهٔ یازدهم از هم پاشید و به‌دنبال آن امیرنشین‌های طایفه‌ای کوچکی در اسپانیا به‌وجود آمد. اما این موضوع فرصتی را برای مسیحیان به‌وجود آورد تا با استفاده از سواره‌نظام زره‌پوش خود اوضاع را به نفع خود برگردانند.
در ۱۰۸۵ تولدو پایتخت طایفه‌نشین طلیطله به دست آلفونسوی ششم، پادشاه لئون و کاستیا افتاد و آلفونسوی یکم، پادشاه آراگون در ۱۱۱۸ ساراگوسا را به اشغال خود درآورد. آفونسو یکم پرتغال نیز با کمک جنگجویان صلیبی انگلیسی و فلاندری موفق به فتح لیسبون در ۱۱۴۷ گردید.
با سقوط تولدو و و اشغال درهٔ تاگوس توسط مسیحیان، فتح اسپانیای مسلمان‌نشین دور از دسترس نبود. اما مداخلهٔ مرابطان (۱۰۸۶–۱۱۴۵) و موحدون (۱۱۴۵-حدود ۱۲۳۰) از قدرت‌های اسلامی شمال آفریقا سبب شد تا حکومت آندلس تا چند سدهٔ دیگر به حیات خود ادامه دهد و مسلمانان اسپانیا بهای آن را با پذیرش فرمانروایان بربری که منافع اصلیشان در قلمروهای شمال آفریقا بود و نه آندلس پرداختند.
مراکش پایتخت مرابطان و موحدون بود و آن‌ها لشکرکشی‌های عظیمشان علیه مسیحیان را از همان‌جا آغاز می‌کردند. با این حال آن‌ها توان دفاع از سرزمین‌های خود یا بازپس‌گیری سرزمین‌هایی که از دست می‌دادند را نداشتند. سپاهیان مسیحی توسط پادشاهان چندین سرزمین رهبری می‌شد و در شهرهای مختلف از کمک شبه‌نظامیان برخوردار بود. این شبه‌نظامیان نقش مهمی به‌ویژه در نبردهای سدهٔ دوازدهم داشتند و به همین ترتیب ارتش‌های شهرهایی همچون آلویلا توانستند حملات مرابطان و موحدون را دفع کنند. از سوی دیگر سپاهیان اسپانیایی به ویژه شوالیه‌های کالاتراوا و سانتیاگو موفق شدند تا از دژهای نئو کاستیا در برابر حملات موحدون در فاصلهٔ سال‌های سرنوشت‌ساز ۱۱۹۵ تا ۱۲۱۲ دفاع نمایند.
در ۱۱۹۵ موحدون سپاه آلفونسوی هشتم، پادشاه کاستیا را قاطعانه در آلارکوس شکست دادند اما آن‌ها نتوانستند از این پیروزی خود استفاده کرده و تولدو یا دیگر شهرهایی را که در سده‌های پیش از دست داده بودند را بازپس گیرند. لشکرکشی بعدی در ۱۲۱۱ اتفاق افتاد و مسیحیان که در این مدت بیشتر درگیر مشاجره با یکدیگر بودند بار دیگر علیه مسلمانان متحد شدند. آلفونسوی هشتم با پشتیبانی پاپ رهبری سپاهیان را بر عهده گرفت و این بار توانست موحدون را در لاس ناواس ده تولوسا در ۱۲۱۲ شکست دهد. اما علی‌رغم کسب این پیروزی مسیحیان در همان زمان به آندلس حمله نکردند.
با مرگ محمد الناصر، خلیفهٔ موحدون در ۱۲۱۳ و بروز اختلافات بر سر جانشینی او، مسلمانان دیگر فرصت بازسازی استحکامات خود را نداشتند و هنگامی که مسیحیان به رهبری فرناندوی سوم، پادشاه کاستیا و لئون بار دیگر شروع به پیشروی کردند، نه مسلمانان آندلس و نه مدعیان خلافت موحدون نتوانستند در برابر آنان مقاومت نمایند. کوردوبا در ۱۲۳۶ و سویا در ۱۲۴۸ به دست مسیحیان افتاد و خایمه یکم، پادشاه آراگون در ۱۲۳۰ مایورکا و در ۱۲۳۶ والنسیا را فتح نمود. در غرب نیز پرتغالی‌ها تا ۱۲۵۰ موفق شدند که ادارهٔ آلگارو را در اختیار خود بگیرند.

### سقوط گرانادا و پایان رکونکیستا
[[پرونده:La Rendición de Granada - Pradilla.jpg|بندانگشتی|۳۰۰ پیکسل|تابلوی «تسلیم گرانادا» اثر فرانسیسکو پرادیا اورتیز (۱۸۸۲) - رویارویی محمد دوازدهم، آخرین امیر امارت غرناطه با ایزابل یکم، ملکه کاستیا و فرناندوی دوم، پادشاه آراگون در این زمان از اسپانیای مسلمان تنها پادشاهی گرانادا باقی‌مانده بود که در جنوب کوه‌های آلگه‌سیراس تا آلمریا قرار داشت. این امیرنشین علی‌رغم کوچکی وسعتش توانست برای دو قرن و نیم دیگر تا ۱۴۹۲ که سرانجام تسلیم شد به حیات خود ادامه دهد. این موضوع از طرفی به دلیل وجود کوه‌ها و از طرف دیگر به دلیل جمعیت بالای آن بود که پناهجویانی از دیگر مناطق را نیز در خود جای داده بود. آن‌ها همچنین تا پیش از شکست در نبرد ریو سالادو در ۱۳۴۰ از حمایت دودمان مراکشی مرینیان نیز برخوردار بودند.
در این زمان کاستیا تنها کشور مسیحی‌ای بود که با گرانادا مرز مشترک داشت و امیران بنو نصر، آخرین سلسلهٔ موروهای مسلمان در اسپانیا به جای در پیش گرفتن سیاست جنگ‌طلبی، خراجگزار فرمانروایان کاستیا شدند. اما این وضعیت نیز با بر تخت نشستن ایزابل یکم، ملکه کاستیا در ۱۴۷۴ و ازدواجش با فرناندوی دوم، پادشاه آراگون دستخوش تغییر شد زیرا فرمانروایان جدید بر انجام «جنگ مقدس» برای اثبات موقعیت و یکپارچه‌سازی پادشاهی‌های تحت فرمانشان اصرار داشتند.

## میراث

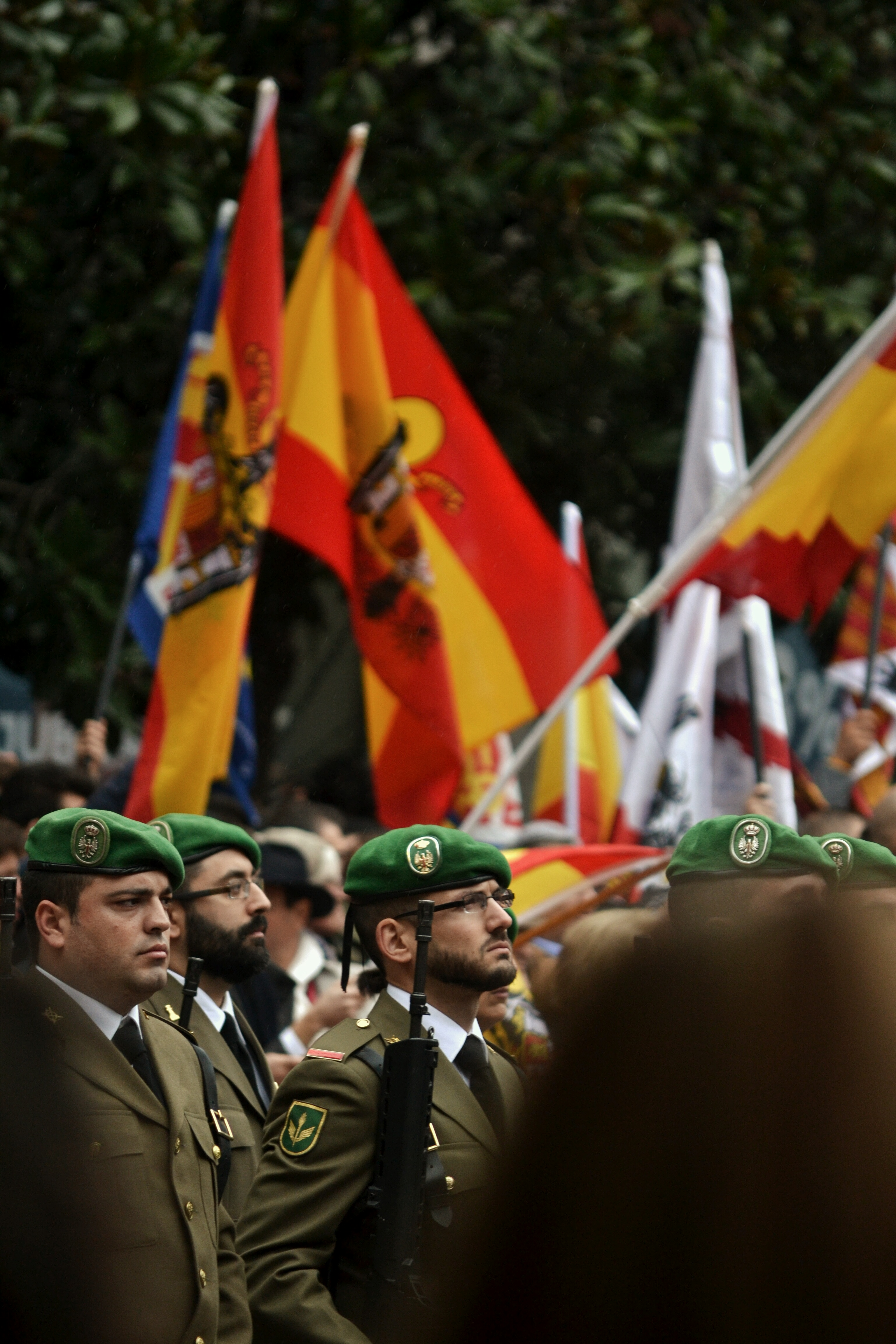
رژه ارتش در گرانادا با حضور هواداران راست افراطی که پرچم‌های فرانکوئیست را به اهتزاز درمی‌آورند (۲ ژانویه ۲۰۱۶)

### جشنواره‌ها در اسپانیا و پرتغال مدرن
در حال حاضر فستیوال‌هایی به نام موروس و کریستیانوس (اسپانیایی)، موروس ئه کریستیائوس (پرتغالی) که همگی به معنای «مورها و مسیحیان» هستند، مبارزات را به صورت رژه‌های رنگارنگ با لباس‌های استادانه بازسازی می‌کنند. و بسیاری از آتش بازی‌ها، به ویژه در شهرهای مرکزی و جنوبی سرزمین والنسیا، مانند آلکوی، اونتیونینتو یا بیینا.

### اثرات ماندگار
یک مطالعه در سال ۲۰۱۶ نشان داد که «نرخ تسخیر مجدد» - با سرعتی که مرزهای مسیحی گسترش یافت - تا به امروز تأثیرات مداومی بر اقتصاد اسپانیا دارد. پس از مرحله اولیه فتح نظامی، کشورهای مسیحی سرزمین فتح شده را در خود جای دادند. زمانی که مناطق بزرگ مرزی به یکباره گنجانده شد، زمین بیشتر در اختیار اشراف و دستورات نظامی قرار گرفت که اثرات منفی بر توسعه درازمدت داشت. از سوی دیگر، ادغام مناطق کوچک، عموماً امکان مشارکت افراد مهاجرنشین را فراهم می‌کرد و احتمال بیشتری وجود داشت که تحت نظارت تاج و تخت قرار گیرند. این منجر به توزیع عادلانه‌تر زمین و برابری اجتماعی بیشتر، با اثرات مثبت بر توسعه بلندمدت شد.

### جریان‌های راست‌گرا
همراه با لفاظی‌های جنگ‌های صلیبی، لفاظی "Reconquista" به عنوان نقطه تجمع در گفتمان سیاسی راست تندرو معاصر در اسپانیا، پرتغال و به‌طور گسترده‌تر، همچنین به عنوان نقطه تجمع در گفتمان سیاسی عمل می‌کند. راست افراطی در اروپا اغلب، ارجاعات به «بازپسگیری» و جنگ‌های صلیبی توسط گروه‌های راست افراطی آنلاین قرن بیست و یکم به صورت تمثیلی به عنوان میم اینترنتی پخش می‌شود که به دنبال انتقال اسلام‌هراسی هستند. این موضوع همچنین به عنوان یک نقطه تجمع اصلی توسط گروه‌های هویت گرا در فرانسه و ایتالیا مورد استفاده قرار گرفته‌است.
بزرگداشت سالانه تسلیم سلطان بوابدیل در گرانادا در ۲ ژانویه در طی سالهای اولیه رژیم فرانکو رنگ و بوی ملی گرایانه ای پیدا کرد و از زمان مرگ دیکتاتور فرانسیسکو فرانکو در سال ۱۹۷۵، به عنوان چسبی برای گروه‌های راست افراطی عمل کرد. تسهیل اجتماعات فیزیکی در فضای باز و فراهم کردن فرصتی برای آنها که بتوانند خواسته‌های سیاسی خود را به صراحت بیان کنند. یک واحد لژیون اسپانیایی معمولاً رژه می‌رود و سرود El novio de la muerte، «داماد مرگ» را می‌خواند. راست افراطی همچنین با ادعای تاریخ‌هایی در تاریخ Reconquista، مانند جشن‌های ذکر شده در ۲ ژانویه یا ۲ فوریه، جشن‌های منطقه ای برای جوامع خودمختار مرتبط (اندلس و مورسیا) جنگ فرهنگی به راه انداخته‌است.